# Région métropolitaine de Campina Grande

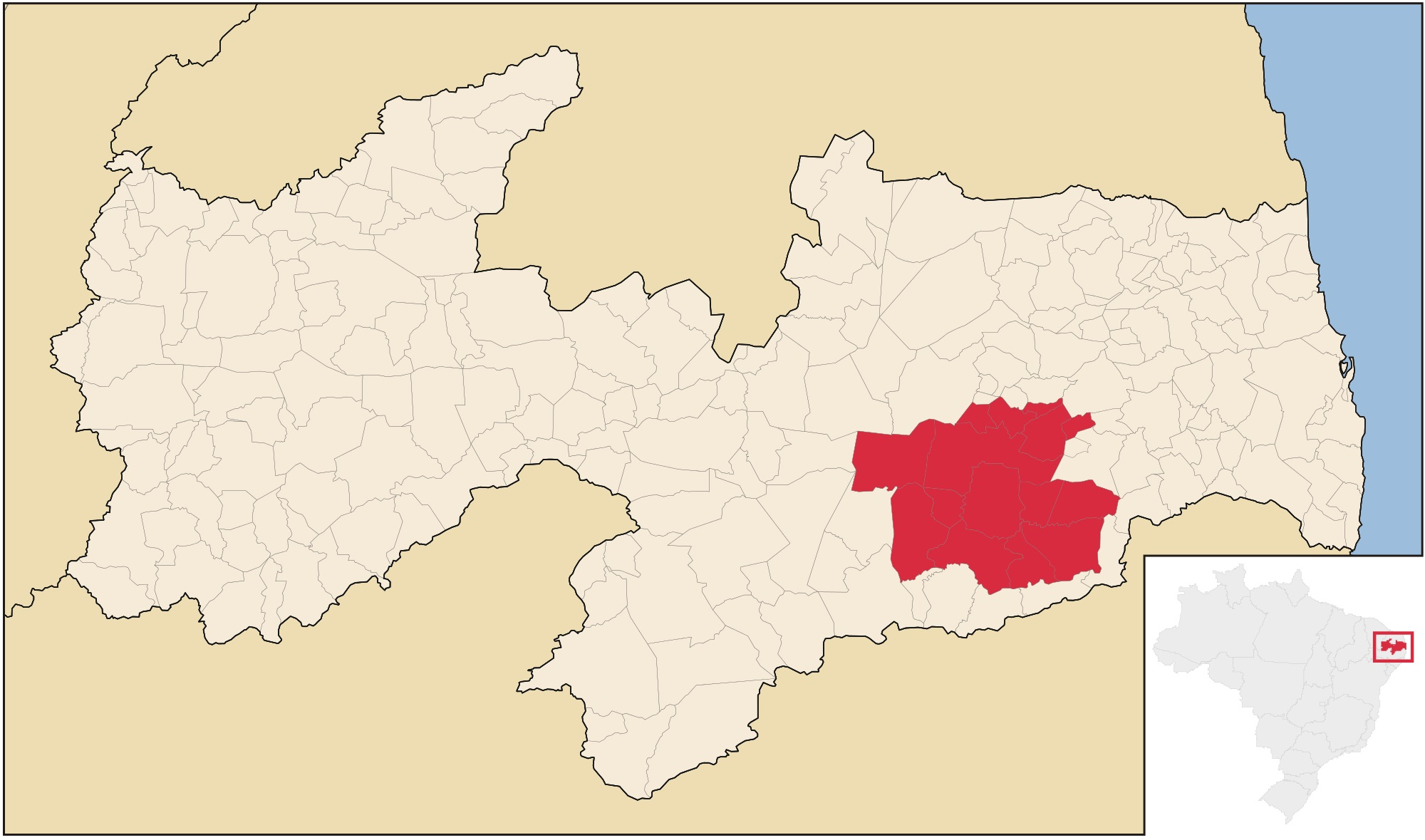
Situation de Campina Grande.

La région métropolitaine de Campina Grande est une subdivision administrative du Brésil, créée en 2009 (loi de l'État numéro 92/2009), qui regroupe 23 municipalités formant une conurbation autour de Campina Grande.
Elle s'étend sur 4 974 km2 pour une population totale de 687 545 habitants en 2009.

## Villes
| Ville                          | Superficie    | Population (2009) |
| ------------------------------ | ------------- | ----------------- |
| Campina Grande                 | 621 km2       | 383 764           |
| Lagoa Seca                     | 109,342 km2   | 25 766            |
| Massaranduba                   | 205,941 km2   | 12 946            |
| Alagoa Nova                    | 122,254 km2   | 19 799            |
| Boqueirão                      | 425 km2       | 16 360            |
| Queimadas                      | 409,196 km2   | 40 323            |
| Esperança                      | 165,189 km2   | 30 855            |
| Barra de Santana               | 369,290 km2   | 8 909             |
| Caturité                       | 118,089 km2   | 4 629             |
| Boa Vista                      | 476,539 km2   | 5 908             |
| Areial                         | 33,935 km2    | 6 441             |
| Montadas                       | 25,924 km2    | 4 750             |
| Puxinanã                       | 73,673 km2    | 13 354            |
| São Sebastião de Lagoa de Roça | 49,882 km2    | 11 320            |
| Fagundes                       | 162,101 km2   | 12 183            |
| Gado Bravo                     | 192,424 km2   | 8 461             |
| Aroeiras                       | 374,674 km2   | 19 725            |
| Itatuba                        | 244,205 km2   | 10 182            |
| Ingá                           | 287,969 km2   | 18 784            |
| Riachão do Bacamarte           | 38,369 km2    | 4 319             |
| Serra Redonda                  | 55,906 km2    | 7 915             |
| Matinhas                       | 38,123 km2    | 4 314             |
| Pocinhos                       | 629,521 km2   | 21 876            |
| Total                          | 4 974,123 km2 | 687 545           |